# Kållebogöl
Kållebogöl är en sjö i Vetlanda kommun i Småland och ingår i Emåns huvudavrinningsområde. Sjöns area är 0,019 kvadratkilometer och den är belägen 219 meter över havet.